# ماریون شیلینگ
ماریون شیلینگ (انگلیسی: Marion Shilling؛ ‏ ۳ دسامبر ۱۹۱۰ – ۶ نوامبر ۲۰۰۴) بازیگر اهل ایالات متحده آمریکا بود. وی بین سال‌های ۱۹۲۸ تا ۱۹۳۶ میلادی فعالیت می‌کرد بابت بازی در فیلم‌های درجه ب در دههٔ ۱۹۳۰ میلادی شناخته می‌شود.
از فیلم‌هایی که وی در آن نقش داشته‌است، می‌توان به دختران بی‌بندوبار، بگیر و تکانشان بده، آبشار نیاگارا، بی‌قیدوبند و قانون عمومی اشاره کرد.